# Giovanni il Chiomato
Giovanni il Chiomato (anche conosciuto come il misericordioso) (... – 3 settembre 1580) fu uno "Stolto in Cristo" di Rostov.

## Biografia
La sua vita, come fu quella di tutti coloro che in Russia si sentirono chiamati a tale ascetismo religioso, fu costellata da privazioni e dolore. Vivendo nelle strade della carità delle persone e non avendo un luogo dove ripararsi di notte, riposava a volte nella casa del suo padre spirituale, un prete della chiesa di "Tutti i Santi" di Rostov, a volte nella casa di qualche anziana vedova.  
Vivendo in umiltà, penitenza e incessante preghiera, non temendo di redarguire ad alta voce ogni uomo, dal più povero al più potente ogni qual volta questi si allontanava dai precetti evangelici, fu la guida spirituale di molte persone, tra cui sant'Irenarco, Eremita di Rostov (commemorato il 13 gennaio). Dopo una lunga vita sacrificata al più duro ascetismo, morì il 3 settembre 1580 e fu sepolto, secondo le sue ultime volontà, sotto l'altare della chiesa di San Blaise. 
Le cronache del tempo riferiscono che "i suoi capelli crescevano abbondantemente sopra la sua testa" e per questa caratteristica fu soprannominato "chiomato". Il titolo di "Misericordioso" gli fu invece apposto a causa delle molte guarigioni che occorsero sopra il  suo sepolcro, e anche in connessione con la memoria del patriarca di Alessandria d'Egitto Giovanni il Misericordioso (commemorato il 12 novembre), con il quale divide il nome. 
È venerato dalla Chiesa ortodossa russa, che lo ricorda il 3 settembre.